# Вишняковская волость
Вишняковская волость — административно-территориальная единица Переславского уезда Владимирской губернии. Волостной центр — Вишняково.
Ныне территория Александровского района Владимирской области и Переславского района Ярославской области России.

## География
Волость шла по границе с Александровским уездом. Занимала уступы нагорной части своей южной половиной и низину северной. Расположена по среднему течению р. Кубри с её притоком Паршей. Общая площадь волости может быть определена приблизительно
в 135 кв. вёрст [154 кв. км]:39

## Состав волости
К 1922 году находилось 37 сёл и деревень, из которых в северной
части одно село — Ведомша, а остальные скучены в южной:39.
По состоянию на 1905 год входил 31 населённый пункт
- Анисимка
- Антоновка
- Ведомша
- Вишняково — волостной центр
- Глядково
- Гольцево (ныне Гольцово)
- Горки
- Григорово
- Данилково (ныне улица Данилковская в деревне Большое Михалёво)
- Дуденево
- Елизарка
- Желнино
- Измайлово
- Лунёво
- Макарово
- Мериново
- Мироедово (ныне Кленовка)
- Михалёво (ныне Большое и Малое Михалёво)
- Обашево
- Осипова Пустынь
- Петрецово (затем известно как Пестрецово)
- Пикалёво
- Попова Гора
- Романка
- Рупусово
- Содино
- Терешино
- Хомлево
- Якимка (ныне Акимка)
- Ям
- Яншино

## История
По постановлению ВЦИК от 8 мая 1924 года Вишняковская волость Переславль-Залесского уезда без селения Янево-Ведомша Ведомша (Яново) вошла в состав Тирибровской волости.

## Население
Населения по данным 1920 года: мужчин 2 390, женщин 3 123, обоего пола 5 513 человек, что на одну кв. версту в среднем
составляет около 41 человека [36 на кв. км].:39

## Известные уроженцы, жители
- Баринов, Фёдор Герасимович (1864 — не ранее 1917) — крестьянин, депутат Государственной думы I созыва от Владимирской губернии, служил волосной старшиной в 1900—1906 годах.

## Инфраструктура
На 1922 год земельные наделы незначительные, почва подзолистая небогатая, в качестве подсобных к земледелию промыслов существует по местам
садоводство, лесные промыслы (выгонка дёгтя, скипидара), портняжничество, сапожное дело, раньше значительно был развит отхожий промысел (на фабрики, в пастухи и прочие), занимались также выпойкой телят:39.
Действовали 19 заводов, занимающихся выгонкой смолы, скипидара и дёгтя:16.